# Programa electoral

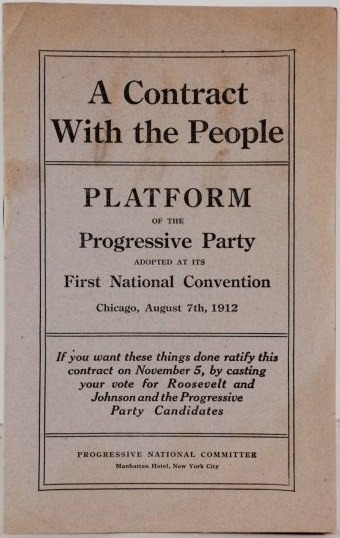
Programa electoral del Partido Progresista, Estados Unidos, 1912.

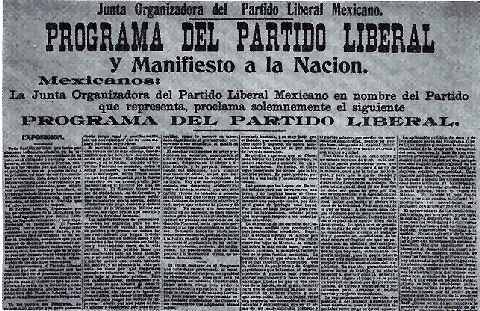
Programa .del Partido Liberal Mexicano, 1906.

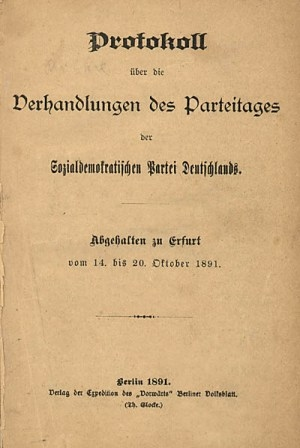
Programa de Erfurt, Partido Socialdemócrata Alemán, 1891.

Programa electoral es el programa con el que un partido político o candidato en particular se presenta a unas elecciones y donde se declaran su ideología, los valores que defiende, sus propuestas y sus planes de acción política o de gobierno, en el caso de llegar a él. Su fin es atraer al público en general, pero principalmente a los electores, durante una campaña electoral, para conseguir su apoyo y votos. No obstante, el "programa político" bien puede entenderse como un "manifiesto" ante la sociedad, es decir, no específicamente ligado a la coyuntura electoral.
Las expresiones "programa electoral" y "programa político" se identifican comúnmente con las expresiones "compromiso electoral" o "promesa electoral", al ser propósitos pretendidamente firmes, que toman la forma de un compromiso o una promesa, y que de algún modo se quieren vincular al concepto de "contrato" entre gobernantes o gobernados (en términos de Rousseau: contrato social). La exigencia de cumplimiento de los compromisos electorales y su control, y la condición del mandato que reciben los elegidos, son temas considerados por la legislación y el debate político (por ejemplo, si es o no un mandato imperativo o si se pueden o no adaptar a las circunstancias posteriores).

Puedo prometer y prometo
Adolfo Suárez

Las promesas electorales se hacen para no cumplirlas.
Enrique Tierno Galván

## Plataforma electoral
A veces se utiliza, para referirse a un programa electoral, el anglicismo "plataforma". También como anglicismo, se usa "tabla" para referirse a los componentes de la "plataforma política" o "plataforma de partido", en términos de las opiniones y puntos de vista sobre temas individuales, mantenidos por un partido, persona, u organización. La palabra "tabla" representa un componente de una plataforma política en general, como una referencia metafórica a una etapa básica hecha de tablas o planchas de madera. La metáfora puede volver a su origen literal al hablar en público o en debates, llevados a cabo sobre una plataforma física.

## Programa político, programa mínimo y programa máximo
En terminología marxista se utilizan las expresiones "programa mínimo" y "programa máximo" para referirse a los documentos en los que se plantea la estrategia política del partido obrero (comunista, socialista o socialdemócrata) diferenciando los objetivos a largo plazo ("maximalistas", que consisten en el logro de una sociedad sin clases) y los objetivos a corto plazo (que pueden transigir con la "política burguesa").

Programa, programa, programa.
Julio Anguita

## Programa político, programa general y programa específico
El "programa general" comúnmente consiste en un programa amplio que abarca diversidad de temas y prospectivas de acción del actor político, partido político o candidato, que se basa comúnmente en programas específicos para construir su contenido, su alcance puede ser regional, nacional y a largo o mediano plazos.
El "programa específico" parte de una perspectiva de acción local, puede no estar vinculado a un programa general y se basa en acciones de corto alcance o de corto a mediano plazo.

## Programa electoral, manifiestos, medios de comunicación y ciudadanía informada
Uno de los problemas del funcionamiento de los sistemas democráticos es el de la consideración del ciudadano como "experto", apto para juzgar las medidas presentadas en los distintos programas electorales.
Los medios de comunicación (inicialmente la prensa, luego la radio y la televisión, y recientemente internet y las redes sociales), juegan un papel decisivo en la presentación y decodificación de los programas electorales. Desde 1979 se viene realizando por el European Consortium for Political Research un estudio denominado Manifesto Research Program, un análisis de los datos textuales de los manifiestos electorales, que entre otras cosas, permite evaluar la posición y evolución de los partidos sobre el espectro político (izquierda-derecha), apoyándose en los textos validados por los partidos políticos como sus programas, que abordan los principales temas políticos. En dicho estudio se indica: "aunque pocos electores leen realmente los programas de los partidos, éstos son extensamente difundidos a través de los medios de comunicación de masas".